# La Reine de Saba
La Reine de Saba és una òpera en cinc actes de Charles Gounod, amb llibret de Jules Barbier i Michel Carré, basat en Le voyage en Orient de Gérard de Nerval. S'estrenà al Teatre de l'Òpera de París el 28 de febrer de 1862.

## Origen i context
El 1859, Gounod va estrenar Faust i va passar a ser el compositor més famós de França. Gounod va intentar la resta de la seva vida compondre una obra com Faust. Mai no ho va aconseguir tot i que va compondre molta música, ni amb La Reine de Saba, que n'era la seva favorita.
El dia de l'estrena, la part més aplaudida de l'obra va ser el cor cantat al segon acte pels jueus i el poble de Saba (identificats sovint com sabeus).

## Personatges
| Paper                                                | Tessitura      | Estrena, 28 de febrer de 1862 (Director: Pierre-Louis Dietsch) |
| ---------------------------------------------------- | -------------- | -------------------------------------------------------------- |
| Balkis, la Reina                                     | soprano        | Pauline Guéymard-Lauters                                       |
| Bénoni                                               | mezzosoprano   | Hamäckers                                                      |
| Sarahil                                              | mezzosoprano   | Tarby                                                          |
| Adoniram, escultor i arquitecte del Temple de Salomó | tenor          | Louis Guéymard                                                 |
| Soliman, el bíblic Salomó                            | baix operístic | Jules-Bernard Belval                                           |
| Amrou                                                | tenor          | Raphaël-Auguste Grisy                                          |
| Phanor                                               | baríton        | Mécène Marié de l'Isle                                         |
| Méthousaël                                           | baix operístic | Théodore-Jean-Joseph Coulon                                    |
| Sadoc                                                | baix operístic | Frèret                                                         |
| Ballarines                                           |                | Zimma, Emma Livry                                              |

## Argument
Balkis, reina de Saba, visita a Soliman, a la ciutat de Jerusalem, on es treballa en la construcció del Temple. L'arquitecte encarregat de les obres és Adoniram. La reina s'enamora apassionadament d'Adoniram. L'arquitecte, enardit pel seus èxits, s'atreveix a plantar cara a Soliman. Balkis i Adoniram conspiren contra Soliman i fugen. L'última escena té lloc a la Vall del Cedró. Adoniram és assassinat per tres dels seus treballadors, que l'acusen de no fer front a les seves demandes salarials. Balkis atribueix la mort del seu estimat a una venjança de Soliman.